# 깔때기구름

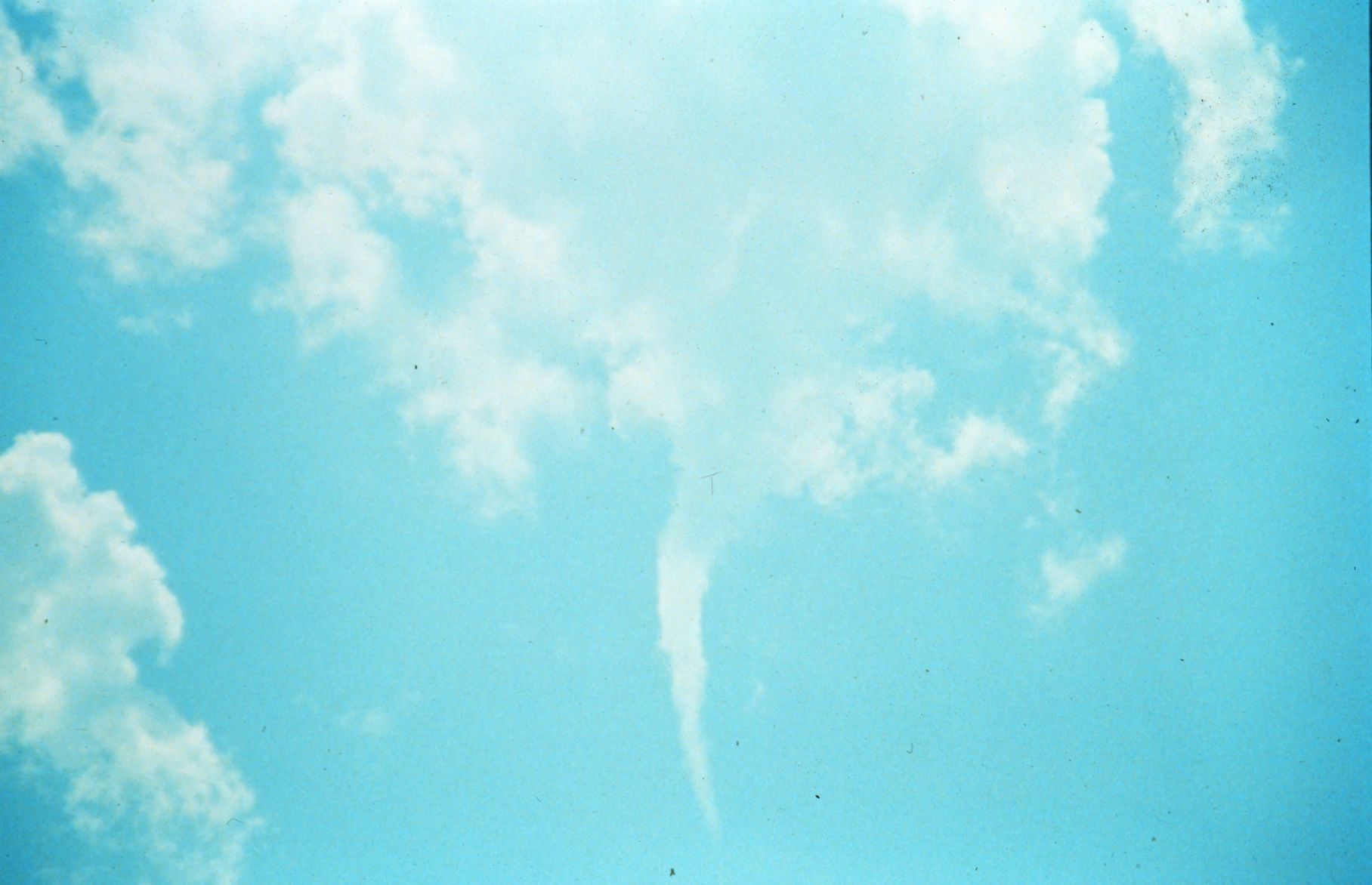

깔때기구름(funnel cloud)은 밑바닥에서 아래로 길게 늘어진 기둥이나 깔때기 모양을 한 구름이다. 적란운이나 웅대적운의 강한 소용돌이에 수반하여 나타난다. 이것이 지표면 부근까지 뻗어 지면의 먼지와 물보라를 일으키게 된 것을 용오름(spout)이라고 하는데, 그 중 육지에서 나타나는 것을 랜드스파우트, 바다 위에서 나타나는 것을 워터스파우트, 미국에서 흔히 슈퍼셀에서 발생하는 강한 용오름을 토네이도라고 한다.

## 같이 보기
- 회오리바람
- 돌풍